# Mare di Beaufort
Il Mare di Beaufort è una parte del Mar Glaciale Artico, esteso su una superficie di circa 450 000 km² a nord delle coste dell'Alaska (Stati Uniti), dello Yukon e dei Territori del Nord-Ovest (entrambi appartenenti al Canada) e a ovest dell'arcipelago artico canadese. Il suo confine settentrionale è determinato da una linea immaginaria fra Punta Barrow in Alaska e Lands End sull'Isola del Principe Patrizio; a sud-est comunica invece col il golfo di Amundsen e a est con lo stretto di McClure.

## Descrizione
È perennemente ricoperto dalla banchisa che si scioglie nelle zone più meridionali solo in estate, per un periodo che va da 2 a 5 mesi. 
Il fiume Mackenzie, così come altri corsi d'acqua minori, sono i tributari di un mare che ospita numerose colonie di uccelli marini ed è un importante luogo di riproduzione nonché tappa di migrazioni per balene e beluga, rimanendo lontano dalle rotte commerciali.
Ha nel suo sottosuolo grandi riserve di petrolio e gas, che sono state esplorate a partire dagli anni 1960, ma sfruttate dal 1986: per non influire negativamente sulla riproduzione delle balene lo sfruttamento di questi giacimenti è autorizzato solo in inverno.
La prima esplorazione del Mare di Beaufort risale al 1914 per opera del canadese Vilhjalmur Stefansson: il nome gli è stato assegnato in onore all'idrografo inglese Sir Francis Beaufort. È oggetto di disputa fra i paesi che vi si affacciano riguardo alla distanza del confine delle acque internazionali.

## Fiumi tributari
Fra i fiumi tributari che sfociano in questo mare vanno menzionati i seguenti
- Anderson
- Babbage
- Colville
- Firth
- Meade